# Phyllocnistis cassiella
Phyllocnistis cassiella là một loài bướm đêm thuộc họ Gracillariidae. Nó được tìm thấy ở Cộng hòa Dân chủ Congo.
Ấu trùng ăn Senna didymobotrya. Chúng có thể ăn lá nơi chúng làm tổ.